# Vagrans editha
Vagrans editha är en fjärilsart som beskrevs av Hans Fruhstorfer 1904. Vagrans editha ingår i släktet Vagrans och familjen praktfjärilar. Inga underarter finns listade i Catalogue of Life.